# مک‌دانل ایکس‌اچ-۲۰ لیتل هنری
مک‌دانل ایکس‌اچ-۲۰ لیتل هنری (به انگلیسی: McDonnell XH-20 Little Henry) یک هواگرد ساختِ کارخانهٔ مک‌دانل در کشور ایالات متحده آمریکا است . نخستین استفاده‌کنندهٔ این هواگرد نیروی هوایی ایالات متحده آمریکا بوده‌است. این هواگرد برای نخستین بار در ۲۹ اوت ۱۹۴۷ میلادی مورد استفاده قرار گرفت.